# Bóle zębów

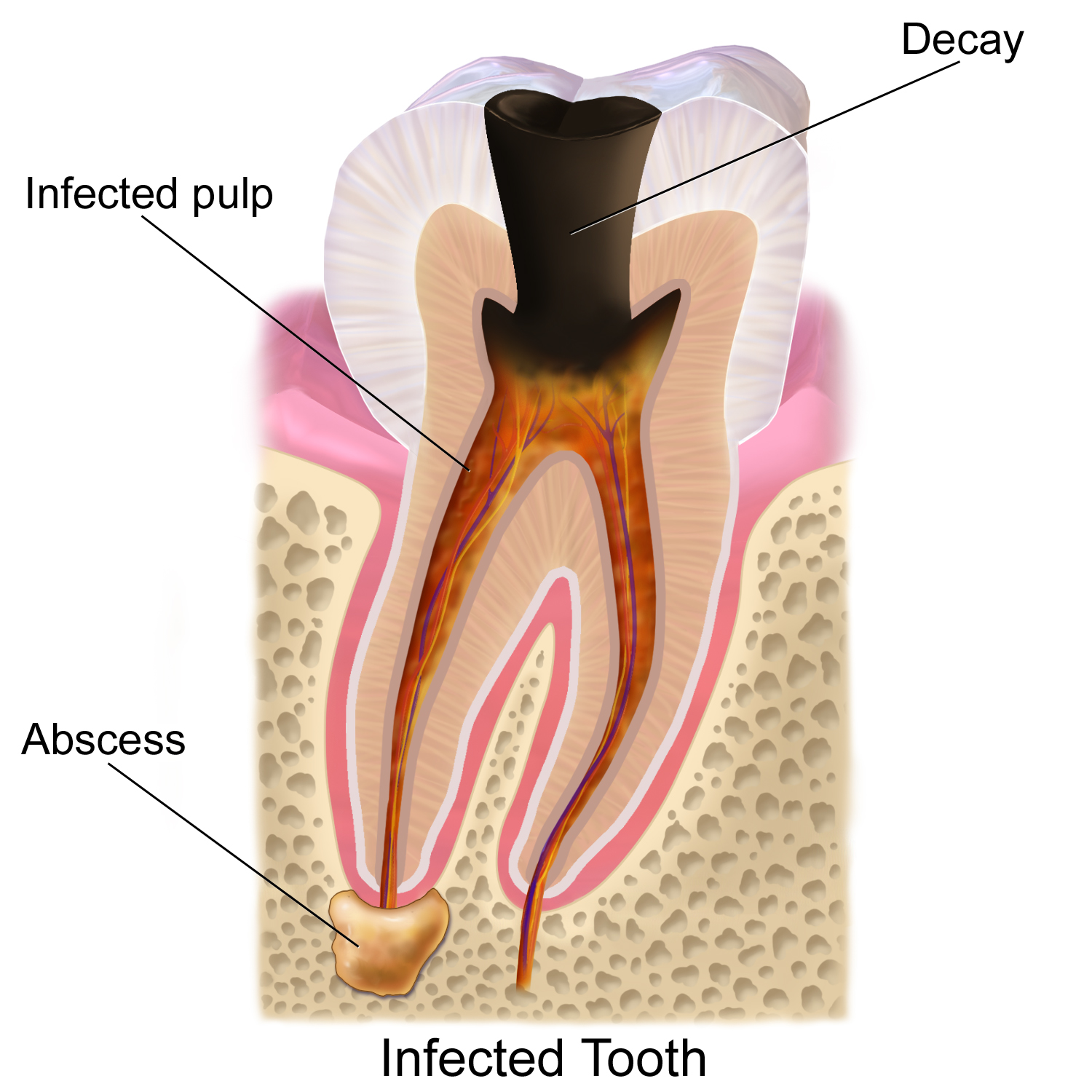
Zainfekowany ząb – kolejno zmiany spowodowane próchnicą, zainfekowana miazga i powstały w okolicach korzenia ropień.

Bóle zębów – subiektywnie nieprzyjemne czuciowo-emocjonalne odczucie sprawiające dyskomfort w okolicach szczęki i twarzy (ból odbierany przez nerw trójdzielny), występujące w różnym natężeniu i w odpowiedzi na szereg czynników bólogennych. Bóle zębów wywoływane są przez różne bodźce bólowe – mechaniczne, termiczne lub patofizjologiczny – które uaktywniają receptory bólowe (nocyceptory) na zakończeniach nerwowych, a te wysyłają impulsy bólowe do mózgu odbierane przez organizm jako niemiłe odczucie w miejscu będącym ośrodkiem bólu. Najczęściej pojawia się on wskutek zapalenia miazgi zęba, której unerwienie jest bardzo bogate, a pobudzanie zakończeń czuciowych miazgi to główne źródło bólu zębów.

## Przyczyny
Ból zębów może być wywoływany procesami patologicznymi toczącymi się w obrębie zęba lub w przyzębiu brzeżnym i wierzchołkowym. Może jednak boleć ząb, w którym nie obserwujemy żadnych procesów patologicznych, a ból jest albo objawem chorób innych części układu stomatognatycznego lub pochodzenia sercowo-naczyniowego, mózgowego, mięśniowego, względnie nerwowego. Każda postać bólu twarzy i bólu głowy może powodować ból zębów, w niektórych przypadkach jest on nawet jedynym objawem choroby.
Podłożem bólu zęba może być m.in.: 
- próchnica zębów – bakteryjna choroba tkanek twardych zęba prowadząca do powstawania ubytków (dziur) odsłaniających unerwioną i bolącą miazgę.
- zakażenie miazgi – zainfekowanie miazgi bakteriami, które dostały się tam w wyniku odsłonięcia jej przez próchnicę.
- nadwrażliwość zęba – podrażnienie miazgi przez czynniki zewnętrzne, najczęściej zimno lub gorąco, np. podczas jedzenia lodów. Innymi bodźcami mogą być substancje chemiczne, dotyk.
- martwy ząb – zapalenie będące następstwem obumarcia miazgi, postępujące przez korzeń zęba i infekujące tkanki okołowierzchołkowe, a nawet kości i tkanki miękkie.
- ekstrakcja zęba – chirurgiczne usunięcie zęba wywołujące ból i obrzęk w miejscu rany w kości i dziąśle.
- plomba w zębie – substancja wypełniająca wywołany próchnicą ubytek może podrażniać miazgę i wywoływać odczucia bólowe.
- zanikanie dziąseł – jeden z głównych objawów zapalenia przyzębia (paradontozy) skutkujący odsłonięciem wrażliwych części zęba.
- wyrzynanie się zębów – u niemowlaków pojawianie się pierwszych zębów, u dzieci wypadanie mleczaków, a u dorosłych pojawianie się ósemek, czyli tzw. „zębów mądrości” często powoduje ból.
- szkorbut – powodowany niedoborem kwasu askorbinowego, czyli witaminy C, może przejawiać się bólem zębów oraz zmianami w przyzębiu, sygnalizującym wysokie zapotrzebowanie organizmu na tę substancję.

## Objawy
Ból zęba często zaczyna się nagle i może różnić się intensywnością: od łagodnego dyskomfortu po bardzo dotkliwy ból. Do typowych objawów bólów zębów należą: 
- ból podczas żucia;
- wrażliwość na ciepło i zimno;
- krwawienie wokół zęba lub z dziąseł;
- obrzęk dziąseł wokół zęba;
- obrzęk szczęki.

Może im towarzyszyć tętniący ból głowy, szczęki i ucha – w formie stałej lub ustępującej i powracającej. Bóle zębów są zwykle dotkliwsze podczas jedzenia lub picia, zwłaszcza potraw bardzo gorących lub zimnych. Szczęka w obszarze bolącego zęba może być podrażniona i wrażliwa na dotyk. Ból może zaostrzać się podczas leżenia, gdyż pozycja ta powoduje wzrost ciśnienia w okolicy zęba. 

## Leczenie
Bóle zębów należy traktować jako sygnał alarmowy i wskazanie do jak najszybszego leczenia, aby uniknąć zapalenia. Infekcja zatok lub kości szczęki może bowiem powodować sepsę (posocznicę). Jeśli przyczyną bólu zęba jest próchnica, uszkodzone tkanki zostaną usunięte i zastąpione wypełnieniem (plomba). W przypadku zapalenia miazgi zęba niezbędne może być leczenie kanałowe, a w razie stanu zapalnego – antybiotykoterapia. Z kolei brak możliwości leczenia bywa wskazaniem do ekstrakcji – chirurgicznego usunięcia zęba ze zbyt zaawansowanymi zmianami chorobowymi bądź też tzw. zęba mądrości np. z powodu wyrastania pod nieprawidłowym kątem. 
Możliwe jest również doraźne stosowanie leków przeciwbólowych typu paracetamol lub z grupy niesteroidowych leków przeciwzapalnych (NLPZ) jak deksketoprofen, diklofenak, ibuprofen, ketoprofen. W przypadku ekstrakcji ból i obrzęk są bowiem typowymi skutkami zabiegu utrzymującymi się przez 2-5 dni. Doznania bólowe mogą jednak towarzyszyć pacjentowi dłużej, gdyż zębodół goi 1-2 tygodnie, a rana w kości nawet do 6 miesięcy. 

## Profilaktyka
W celu maksymalnego ograniczenia wystąpienia bólów zębów na tle zmian w obrębie tkanki twardej i stanów chorobowych miazgi należy:
- dbać o higienę jamy ustnej:
- przynajmniej 2 razy dziennie szczotkować zęby pastą zawierającą fluor;
- delikatnie szczotkować dziąsła i język;
- przestrzenie międzyzębowe czyścić nicią dentystyczną;
- stosować płyn do higieny jamy ustnej;
- ograniczyć spożycie produktów zawierających cukier;
- stosować dietę bogatą w wapń;
- spożywać duże ilości wody w celu wspomagania procesu produkcji śliny;
- regularnie kontrolować stan uzębienia u dentysty: 
  - raz na 12-24 miesiące – osoby bez problemów z zębami i jamą ustną;
  - co 6 miesięcy – dzieci (w celu szybszego wykrycia ewentualnych zmian);
- przeprowadzać czyszczenie uzębienia w gabinecie stomatologicznym;
- w razie potrzeby stosować zalecone przez lekarza kuracje fluoryzacyjne.